# Troisdorf Challenger 2022
Il Troisdorf Challenger 2022 è stato un torneo maschile di tennis professionistico. È stata la 1ª edizione del torneo, facente parte della categoria Challenger 80 nell'ambito dell'ATP Challenger Tour 2022, con un montepremi di 45 730 €. Si è svolto dal 23 al 29 maggio 2022 sui campi in terra rossa del Tennisclub Rot-Weiss Troisdorf e. V. di Troisdorf in Germania.

## Partecipanti

### Teste di serie
| Nazionalità | Giocatore                  | Ranking* | Testa di serie |
| ----------- | -------------------------- | -------- | -------------- |
| Slovacchia  | Andrej Martin              | 130      | 1              |
| Cile        | Marcelo Tomás Barrios Vera | 140      | 2              |
|             | Roman Safiullin            | 147      | 3              |
| Francia     | Hugo Grenier               | 151      | 4              |
| Argentina   | Facundo Mena               | 167      | 5              |
| Svizzera    | Dominic Stricker           | 177      | 6              |
| Italia      | Thomas Fabbiano            | 187      | 7              |
| Argentina   | Thiago Agustín Tirante     | 192      | 8              |

* Ranking al 16 maggio 2022.

### Altri partecipanti
I seguenti giocatori hanno ricevuto una wild card per il tabellone principale:
- Rudolf Molleker
- Henri Squire
- Marko Topo

I seguenti giocatori sono entrati in tabellone come alternate:
- Steven Diez
- Benjamin Hassan
- Julian Lenz
- Daniel Michalski

I seguenti giocatori sono passati dalle qualificazioni:
- Shintaro Mochizuki
- Lukáš Klein
- Aldin Šetkić
- Rémy Bertola
- Lucas Gerch
- Andrey Chepelev

## Campioni

### Singolare
Lukáš Klein ha sconfitto in finale  Zizou Bergs con il punteggio di 6–2, 6–4.

### Doppio
Dustin Brown /  Evan King hanno sconfitto in finale  Hendrik Jebens /  Piotr Matuszewski con il punteggio di 6–4, 7–5.